# Ngorongoro (distrito)
Ngorongoro é um dos cinco distritos da Região de Aruxa, no norte da Tanzânia. De acordo com o Censo realizado em 2012, conta com uma população de 174,278 habitantes.